# Thermobonding
Thermobonding ist ein Prozess der thermischen Verfestigung von Vliesstoffen. Dadurch wird die Bindungsfestigkeit beträchtlich erhöht und es können leichtere Vliesstoffe konstruiert werden. Die Festigkeit der thermisch verfestigten Vliesstoffe hängt vom Polymertyp und den Parametern der Faserherstellung, als auch von den Thermobondierbedingungen ab. 
Dies ermöglicht ganz neue Einsatzgebiete für Vliesstoffe wie Medizin, Hygiene, Filter, Schallschutz etc.